# Ceratobaeus harveyi
Ceratobaeus harveyi är en stekelart som beskrevs av Muhammad Iqbal och Austin 2000. Ceratobaeus harveyi ingår i släktet Ceratobaeus och familjen Scelionidae. Inga underarter finns listade i Catalogue of Life.